# Рейц, Денейс
Денейс Рейц (африк. Deneys Reitz; 2 апреля 1887, Блумфонтейн — 19 октября 1944, Лондон) — южноафриканский военный и политический деятель. Будучи сыном 5-го президента Оранжевой республики Фрэнсиса Уильяма Рейца, Денейс в 17-летнем возрасте принял участие во Второй англо-бурской войне. Вернувшись из эмиграции, он начал работать юристом, а позже основал одну из крупнейших юридических фирм страны. С началом Первой мировой войны Рейц стал офицером южноафриканской армии, которую возглавлял его бурский командир Ян Смэтс. Войну Денейс закончил в Европе, после чего был избран депутатом парламента ЮАС, а затем вошёл в кабинет министров. В 1944 году он умер в Лондоне, где занимал должность верховного комиссара по Южной Африке.

## Детство
Денейс был 3-м сыном верховного судьи Оранжевой республики Фрэнсиса Уильяма Рейца и норвеженки Бланки Тесен (Blanka Thesen), умершей вскоре после родов 5-го сына в 1887 году. Денейс был назван в честь бабушки по отцовской линии, Корнелии Магдалены Денейс (Cornelia Magdalena Deneys). В 1889 году Фрэнсис стал президентом страны и снова женился — на голландке Корнелии Мюльдер (Cornelia Mulder). Несмотря на статус отца, братья Рейц не вели городскую жизнь, а неделями охотились на равнинах. Через 5 лет президент взял сыновей в официальную поездку по Европе, где Денейс, в числе прочих, был представлен королеве Нидерландов, президенту Франции, а также Джорджу Грею, губернатору Капской колонии.
В конце 1895 года Фрэнсис Рейц по состоянию здоровья покинул пост президента и переехал с семьёй в Кейптаун, где проживал отец первой жены. Однако, по просьбе президента братского Трансвааля — Пауля Крюгера — летом 1898 года Фрэнсис Рейц занял пост трансваальского государственного секретаря. Денейс с братьями остались в Оранжевой республик, Денейс вернулся в школу Блумфонтейна.

## Вторая англо-бурская война
Летом 1899 года Рейц вызвал сыновей в Преторию, где велись приготовления к войне. 17-летнему Денейсу было отказано в зачислении в армию, но он обратился к Крюгеру и получил его личное разрешение. Оружие — карабин «Маузер» — Рейц получил из рук главнокомандующего страны, Пита Жубера, отца его друга Яна. Фрэнсис Рейц не только не противился службе сыновей, но даже жаждал её: он вызвал на войну старшего сына Ялмара, учившегося на юриста в Амстердаме, а когда Денейс однажды приехал с фронта в отпуск — отослал его обратно под предлогом возможного наступления англичан. Денейс и второй по старшинству брат, Жубер (назван в честь Пита Жубера) вошли в состав коммандо Претории, где добровольно вступили в капральство Айзека Малерба. Вскоре Преторийское коммандо вошло в состав вступившего в Наталь соединения генерала «Марулы» Эрасмуса.
Отряд Марулы разграбил Данди и участвовал в генеральном Сражении при Ледисмит. Денейс вместе со своим капральством успешно атаковал Николсон-Нек, но генерал Жубер не позволил развить победу, отказавшись преследовать отступающего в Ледисмит врага. Он осадил Ледисмит, причём буры выполняли обязанности по охране кольца посредственно. Денейс, как и другие, часто покидал свой отряд, и однажды даже вернулся в Преторию, где вместе с отцом посетил пленённого Уинстона Черчилля. Несколько раз участвуя в робких попытках захватить город, в конце января 1900 года Денейс попал в число добровольцев, отправляемых в подкрепление на Тугелу, где контратаковали британцы. Его отряд занял позиции за Спион-Копом (Шпионский Холм), однако в тот же день высота была бурами потеряна, и Денейс участвовал в кровопролитной контратаке. Буры несли большие потери и к ночи отступили, Денейс сделал это в числе последних. Как оказалось, британцы потеряли ещё больше солдат, а потому ночью покинули холм. Вскоре Фрэнсис Рейц прислал в отряд Денейса и Жубера остальных трёх сыновей, но 12-летний Джек был вынужден вернуться домой, когда его заметил генерал Марула. 26 февраля служивший в свазилендском соединении дядя братьев пригласил их на день в свой лагерь, находившийся по соседству на Тугеле. На следующий день Рейцы пытались вернуться в капральство Айзека Малерба, но оно поднялось на Питерс-Хил, где было полностью истреблено во время британской атаки.
Буры сняли осаду Ледисмита и отступили. Появилась информация, что англичане наступают на Блумфонтейн, и братья Рейц покинули коммандо Претории, чтобы оборонять родной город. Однако британцы пришли туда раньше, и братья примкнули к малочисленному Африканерскому конному корпусу (АКК) Малана, зятя недавно умершего генерала Жубера. Противник продвигался к ним навстречу, в Трансвааль, и АКК был вынужден отступать вместе с подтянувшимися другими бурскими силами. Терпя поражения в мелких боях, буры отдали территорию Оранжевой республики, Йоханнесбург и Преторию. Их соединения в основном перестали существовать, и братья Рейц, навещая отца, потеряли АКК. 4-й по старшинству брат, Арнт, был эвакуирован в тыл с брюшным тифом, вскоре остальные братья расстались, разойдясь по разным соединениям. Они воссоединились в составе коммандо Претории под Мачадодорпом, где генерал Луис Бота сумел реорганизовать отряд и создать новый фронт. После нового поражения Бота увёл буров в горы, и война перешла в партизанскую стадию.
Попав в новую столицу — Лиденбург — Денейс и Жубер решили войти в соединение, формировавшееся в Вормбатсе, и ушли на запад. Ялмар с ними не пошёл, и родственники не видели его несколько лет, пока он не вернулся из индийского лагеря военнопленных. Денейс и Жубер примкнули в Вормбатсе к тысячному отряду генерала Бейерса, куда вскоре вошёл и Арнт. В состав отряда входили остатки АКК, к которым присоединились Рейцы. В декабре 1900 года отряд выступил на юг, но Жубер остался, так как хотел примкнуть к артиллеристам. Позже он также попал в плен и был отправлен на Бермуды. Корпус Бейерса перешёл Магалисберг и, соединившись с корпусом Де Ла Рея, успешно атаковал полуторатысячное соединение генерал-майора Клементса при Ноитгедахте. Вскоре организованная британцами система блокпостов серьёзно усложнила жизнь партизанам, и Денейс вместе с капским буром, позже казнённым англичанами за государственную измену, подался на юг в Капскую колонию.
Представительство британских войск там также было внушительным, и оставшуюся часть войны Рейц участвовал в боевых действиях на западе колонии в составе корпуса Яна Смэтса из трёхсот человек. Отряд терпел жестокие лишения и, чтобы разжиться патронами, 17 сентября 1901 года атаковал британский отряд при Моддерфонтейне. Буры одержали полную победу, практически без потерь уничтожив и пленив всех британцев. Они заменили своё обмундирование и оружие на захваченное, Денейсу досталась форма лорда Джорджа Вивиана (George Vivian, 4th Baron Vivian). Оставшееся время войны отряд Смэтса успешно действовал в районе с малым количеством железных дорог, оттягивая на себя британские войска из Трансвааля. Когда выяснилось, что англичане расстреливают одетых в британскую форму буров, те снова облачились в гражданскую одежду.
В мае 1902 года британские парламентёры вручили Смэтсу приглашение на мирную конференцию. Ему было разрешено взять с собой двух человек, в качестве секретаря и «порученца». Смэтс предложил эти места своему зятю и Денейсу, велев распределить их самостоятельно. Рейц решил, что «порученец» является адъютантом, и выбрал эту должность. Вскоре оказалось, что это нечто вроде слуги, — и путь до Трансвааля он проводил в багажном отделении, покуда британцы не узнали, что он является сыном госсекретаря Трансвааля. На мирной конференции Денейс встретился с отцом, в отличие от него непосредственно участвовавшим в переговорах. Оказалось, что другие бурские отряды добились гораздо меньших успехов, чем соединение Смэтса, и командование буров подписало акт о капитуляции. Когда Денейс и отец пришли подписывать обязательства о соблюдении условий капитуляции для частных лиц, Фрэнсис отказался это сделать. Денейс, ранее не имевших таких планов, сделал то же самое из солидарности с отцом.
Они были вынуждены покинуть страну; Фрэнсис уехал в Америку, а Денейс с братом — на Мадагаскар, куда также переселился знакомый Денейсу партизанский командир Мани Мариц. На острове Рейцы были вынуждены заняться перевозками грузов на конной тяге. В 1903 году Денейс написал там книгу воспоминаний «Коммандо. Бурский дневник бурской войны», которую опубликовал только через четверть века. Она стала крайне успешной, хотя высокий драматизм событий вызывал сомнения в её полной достоверности, однако Смэтс в предисловии книги заявил, что она правдива.

## Южно-Африканский Союз
В 1905 году письмо жены Смэтса убедило Денейса вернуться на родину, где он вскоре начал карьеру юриста. Когда в Европе началась Первая мировая война, в Южной Африке вспыхнуло восстание Марица, участвовать в котором бурские патриоты позвали Денейса. Он отказался — и явился в распоряжение своего покровителя Смэтса, ныне — военного министра ЮАС. Состоя в его штабе, Рейц участвовал в подавлении мятежа и захвате немецкой Намибии. Затем Денейс командовал конным полком во время захвата Немецкой Восточной Африки. Позже он отправился в Европу, и командовал батальоном шотландских фузилёров на Западном фронте, где был дважды ранен. Вернувшись на родину, Рейц женился на Лейле Райт, позже ставшей первой женщиной-депутатом ЮАС. У них родились двое сыновей.
В 1920 году Рейц был избран в парламент ЮАС, начав свою политическую карьеру. На её протяжении он занимал позицию своего бурского командира Смэтса. Денейс получил портфель земельного министра, в должности которого он способствовал созданию национального парка Крюгера. В 1924 года Смэтс потерял пост премьер-министра, и Рейц ушёл из политики. В это время он занимался адвокатской деятельностью и много путешествовал по Африке. В 1933 году Денейс снова получил пост земельного министра в коалиционном кабинете Джеймса Герцога. Через 2 года Рейц стал министром сельского хозяйства и леса. В 1935 г. в Лондоне состоялась вторая встреча Рейца с ранее взятым им в плен лордом Джорджем Вивианом. В 1938 году Рейц стал министром горнодобывающей промышленности.
В самом начале Второй мировой войны, в сентябре 1939 г., Денейс занял пост министра по делам туземцев, став также заместителем премьер-министра. В 1943 году он отправился в Лондон в качестве верховного комиссара по Южной Африке, и занимал эту должность до своей смерти в октябре 1944 года.
Рейц опубликовал 3 книги. Первая и наиболее успешная, Commando: A Boer Journal of the Boer War, вышла в 1929 года и описывало участие автора во Второй англо-бурской войне. Вторая, Trekking on, была опубликована в 1933 году и освещала его деятельность до конца Первой мировой войны. No outspan, где Рейц описывал аспекты более поздней жизни, вышла в 1943 году.
В 1922 году Денейс основал юридическую фирму Deneys Reitz Inc, ставшую одной из крупнейших в стране. В 2011 году она, имея в штате более 230 юристов, была поглощена альянсом Norton Rose.

## Память
В его честь назван городок Денейсвилл на границе Фри-Стейта и Гаутенга. Многие объекты носят также его фамилию, но они названы в честь его отца, более значимой фигуры среди буров.